# Bernhard de Lippe-Biesterfeld
Titre
Prince consort des Pays-Bas
6 septembre 1948 – 30 avril 1980
(31 ans, 7 mois et 24 jours)
Signature
Bernhard de Lippe-Biesterfeld (parfois francisé en Bernard), né le 29 juin 1911 à Iéna (Grand-duché de Saxe-Weimar-Eisenach) et mort le 1er décembre 2004 à Utrecht (Pays-Bas), est un prince allemand devenu prince des Pays-Bas par son mariage le 7 janvier 1937 avec la future reine Juliana. Il est ainsi prince consort des Pays-Bas de 1948 à 1980 sous le nom de prince Bernhard des Pays-Bas.
Il est le père de la reine Beatrix et le grand-père maternel de l'actuel roi Willem-Alexander.

## Biographie

### Naissance et famille
Né comte Bernhard de Lippe-Biesterfeld du mariage morganatique en 1909 de son père, le prince Bernhard de Lippe (de la branche de Lippe-Biesterfeld), avec sa mère, la baronne Armgard von Sierstorpff-Cramm (divorcée du comte Bodo von Oeynhausen), il recouvre ses droits dynastiques en 1916 et est créé prince de Lippe-Biesterfeld avec le traitement adéquat d'altesse sérénissime.

### Études, mariage et descendance

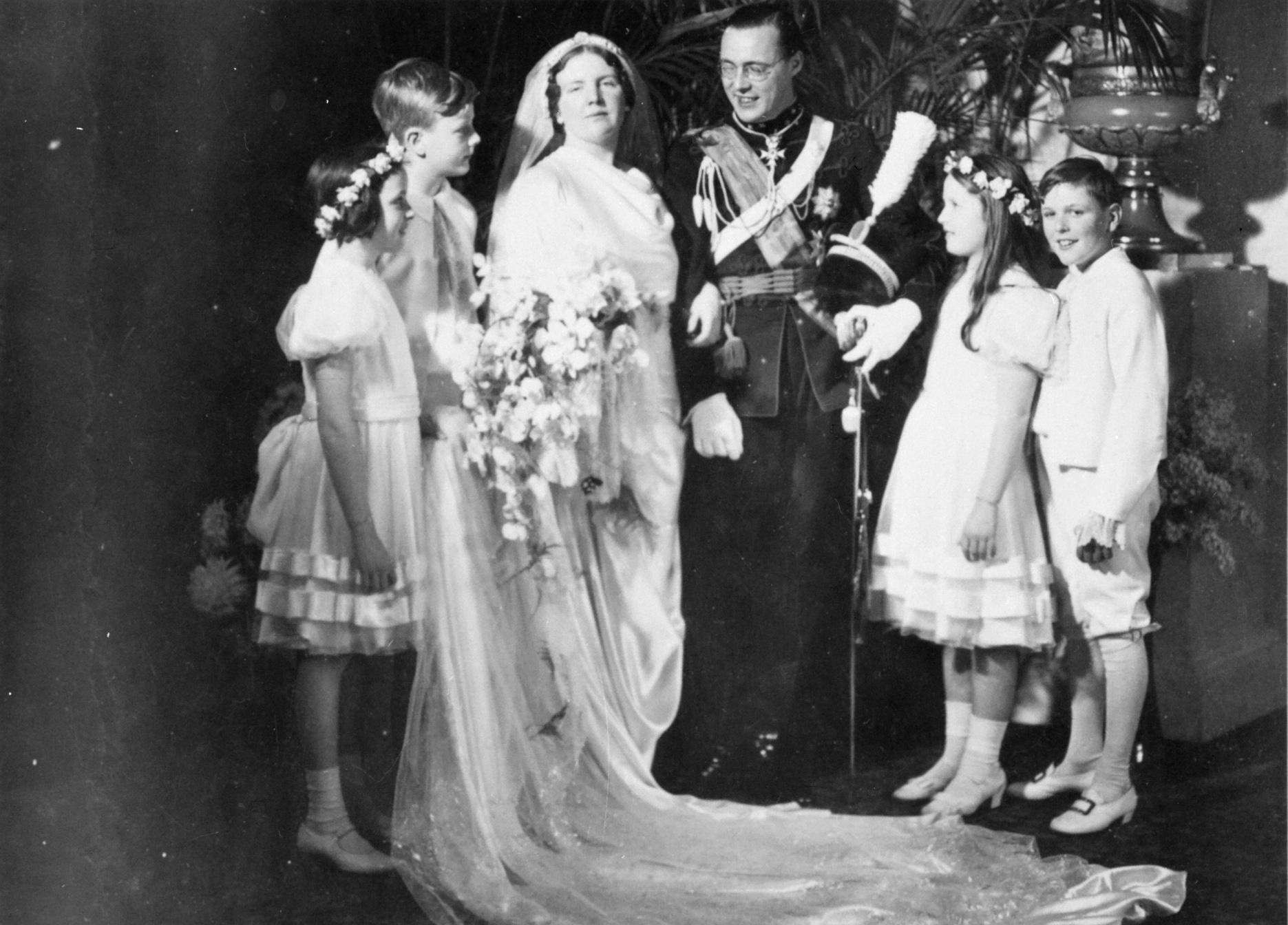
Mariage de Bernard de Lippe-Biesterfeld et de Juliana en 1937.

Il étudie le droit à l'université de Lausanne et à l'université Humboldt de Berlin. En 1933, il adhère au NSDAP (parti nazi) qu'il quitte le 9 septembre 1936.
Le 7 janvier 1937, il épouse la princesse héritière des Pays-Bas Juliana, fille unique de la reine Wilhelmine. De cette union naissent quatre filles, la future reine Béatrix, née en 1938, Irène née en 1939, Margriet née en 1943, et Marijke, appelée Christina (1947-2019).
Le prince Bernhard a également deux filles illégitimes : Alicia de Bielefeld, née en 1952 d'une mère pilote allemande, et Alexia Grinda, née en 1967 de sa maîtresse française Hélène Grinda (1944), elle-même petite-fille d'Édouard Grinda (1866-1959), homme politique.

### Seconde Guerre mondiale
Lors de l'invasion allemande des Pays-Bas, il se réfugie avec la famille royale en Angleterre. Tandis que sa femme gagne le Canada, il intègre la Royal Air Force comme pilote de chasse et participe à plusieurs missions de combat. Assurant le lien entre la reine et les autorités alliées, il devient, en 1944, commandant en chef des forces armées néerlandaises qui participent à la bataille de Normandie puis à la libération des Pays-Bas. Le 5 mai 1945, il assiste à la reddition des troupes d'occupation allemande à l'hôtel de Wereld à Wageningue.

Bernhard a eu de mauvaises relations avec le field marshal britannique Montgomery qui ne voyait en lui qu’un amateur et un aventurier.

### Prince consort des Pays-Bas
Quand son épouse devient reine des Pays-Bas en 1948, il devient prince consort et le demeure jusqu'à l'abdication de celle-ci en 1980. Il est considéré comme cofondateur du très controversé groupe Bilderberg, dont la première édition a lieu, en 1954, à Oosterbeek, aux Pays-Bas. Il est en outre le créateur du prix Érasme.
De 1954 à 1964, il est président de la Fédération équestre internationale. Il est le président fondateur du Fonds mondial pour la nature (WWF) de 1962 à 1976.

### Mort et inhumation
Il meurt, le 1er décembre 2004, seulement huit mois après être veuf, au centre hospitalo-universitaire d'Utrecht, des suites d'un cancer, et inhumé vêtu d'un uniforme de l'armée de l'air néerlandaise, le 11 décembre à Delft.

## Controverses

### Affaire Lockheed
En février 1976, le prince Bernhard est accusé de corruption passive. Le scandale éclate, lors de séances publiques d'une commission d'enquête du Sénat américain qui laisse entendre que « le prince aurait reçu 1,2 million de dollars pour faciliter la signature d'un contrat portant sur des avions de chasse ».
Le gouvernement du Premier ministre Joop den Uyl est ébranlé et la monarchie ne peut se maintenir que par l'abandon de la charge d'inspecteur général des armées qu'occupait le prince. Dans une interview posthume, le prince Bernhard a confirmé son implication dans l'affaire Lockheed et a, par ailleurs, révélé l'existence de ses deux filles illégitimes. Pourtant il réussit à éviter les poursuites judiciaires et a pu porter ses décorations militaires jusqu’à la fin de sa vie.
Cette affaire a pu précipiter l'abdication de Juliana, le 30 avril 1980, jour de son 71e anniversaire, en faveur de sa fille aînée Béatrix. L'ancienne reine se retire alors avec le prince Bernhard au palais de Soestdijk.

### Membre du parti nazi NSDAP
La nouvelle de l'appartenance du prince au parti nazi est révélée par la presse en décembre 1995, ce que le prince Bernhard a réussi à cacher depuis la fin de la Seconde Guerre mondiale. Il a adhéré au parti d’Hitler à 22 ans et l'a quitté le 9 septembre 1936, après ses fiançailles avec Juliana. Deux historiens néerlandais à l'origine de la nouvelle ont découvert aux États-Unis un document authentifiant l’appartenance du prince Bernhard au parti. Il fut membre de la Reiter-SS, une unité à cheval accueillant les cavaliers membres de l'aristocratie et de la haute bourgeoisie allemande.